# Association sportive de Montigny-le-Bretonneux
Pour les articles homonymes, voir ASMB.
Maillots
L'Association sportive de Montigny-le-Bretonneux (ASMB) est un club de football féminin français basé à Montigny-le-Bretonneux et fondée en 1985. 
Le club fait partie du club omnisports du même nom fondé en 1971 et dont la section football a vu le jour en 1974. 
Les Ignymontaines atteignent pour la première fois de leur histoire la Division 2 en 2000, après de nombreuses années passées au sein de la Ligue d'Île-de-France. Le club alterne alors durant dix années les passages en seconde et en troisième division décrochant d'ailleurs un titre dans cette dernière catégorie en 2007. En 2009, le club obtient pour la première fois de son histoire une place en Division 1, redescendant cependant dès la saison suivante.
Pour la saison 2014-2015, l'équipe fanion du club, entrainée par Jean-Dany Grosset, joue en Division d'Honneur au Centre sportif de la Couldre.

## Histoire
En 2002, l'ASMB atteint la finale de la Coupe de Paris. Mais sur son terrain, le club s'incline 4 buts à 3 face au VGA Saint-Maur. 
À l'été 2007, l'entraîneur Jean-François Réjant quitte le club et est remplacé par Catherine Jarriault, qui s'occupait jusque-là de l'équipe réserve. Lors de la saison 2008-2009, le club dispose d'un budget de 30 000 euros pour. Le club évolue alors dans le groupe B de seconde division, et réalise une saison pleine avec 10 victoires lors des 10 premiers matchs. L'ASMB termine premier de son groupe après avoir assuré la montée en Division 1 à quatre journées de la fin, en s'imposant sur le terrain du VGA Saint-Maur. Le club termine vice-champion de Division 2 et remporte la coupe de Paris. 

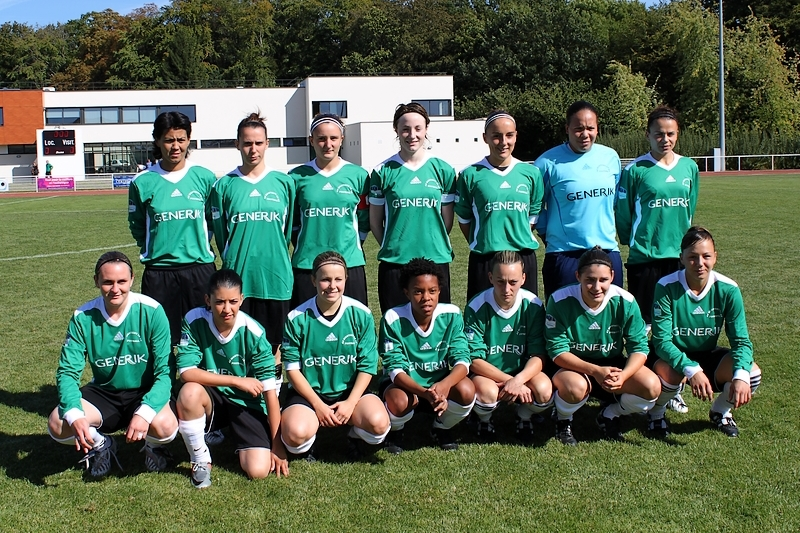
L'équipe de l'ASMB 2010-2011.

Promu en Division 1, le club recrute Céline Chatelain en provenance du COM Bagneux et Léa Le Garrec qui évoluait au Evreux AC. Pour son premier match, les ignymontaines s'inclinent six buts à zéro sur la pelouse de l'Olympique lyonnais, triple tenant du titre,. Les joueuses de l'ASMB ont terminé le dernier quart d'heure à dix contre onze, à la suite de la blessure de Charlotte Peslerbes, alors que les trois changements avaient déjà été effectués. Le club remporte son premier match lors de la deuxième journée en battant le FCF Hénin-Beaumont trois buts à zéro. Margaux Robinne inscrit lors de ce match, le premier but de l'AS Montigny en Division 1. Lors de la cinquième journée, les ignymontaines contre l'AS Saint-Étienne remportant leur première victoire à l'extérieur en première division. Malgré ce début de saison correct le club enchaîne dix défaites de suite entre la 6e et la 16e journée. Le club met fin à cette série lors de la 17e journée en battant ASJ Soyaux un but à zéro. Néanmoins le club ne peut redresser la situation et est officiellement relégué à une journée de la fin, à la suite d'une défaite face au FCF Juvisy. Lors de la dernière journée, l'AS Montigny accueille l'Olympique lyonnais qui joue le titre. Les Lyonnaises s'imposent cinq à zéro et sont sacrées championnes de France.
À la suite de la relégation, l'intersaison est marquée par de nombreux changements. Jean-Luc Bollati succède à Cathy Jarriault à la tête de l'équipe, cette dernière devenant adjointe. Côté transfert, Méline Gérard et Aude Moreau rejoignent l'AS Saint-Étienne et Léa Le Garrec signe au Paris SG. Cinq joueuses s'engagent également avec le COM Bagneux, Kheira Bendiaf, Céline Chatelain, Flore Essone, Yvonne Leuko Chibosso et Lydie Get. Marie Dubreucq rejoint quant à elle le club du Leers omnisports.
Pour son retour en Division 2, l'AS Montigny termine 4e du groupe B. En Challenge de France, les ignymontaines échouent en seizièmes de finale (défaite 13-0 contre l'Olympique lyonnais).
Pour la saison 2012-2013, Jean-Dany Grosset est nommé entraîneur du club et neuf joueuses sont recrutées. L'ASMB termine à la 7e place de son groupe en D2 et est éliminé en Coupe de France en 32e de finales par le PSG (0-9). Le club retrouve des couleurs en Coupe de Paris en se hissant jusqu'en finale mais s'incline face au VGA Saint-Maur (0-4).

## Palmarès
Le palmarès de l'AS Montigny comporte un championnat de France de troisième division ainsi que deux championnats d'Île-de-France, trois coupes de Paris et sept coupes des Yvelines.
Le tableau suivant liste le palmarès du club actualisé à l'issue de la saison 2011-2012 dans les différentes compétitions officielles au niveau national et régional.
| Compétitions nationales | Compétitions régionales |
| - Championnat de France de D2 - Vice-champion : 2009. - Championnat de France de D3 - Champion : 2007. - Vice-champion : 2003. | - Division d'Honneur de Paris Île-de-France (2) - Champion : 1993, 1996. - Coupe de Paris (3) - Champion : 2005, 2007, 2009. - Coupe des Yvelines (7) - Champion : 1992, 1993, 1994, 1997, 2003, 2005, 2007. |

## Bilan saison par saison
Le tableau suivant retrace le parcours du club depuis sa création en 1985.
| Édition   | Division 1 | Division 2             | Division 3                            | Divisions régionales                                    | Coupe de France   | Coupe de Paris |
| 1985-1989 | -          | Championnat inexistant | Championnat inexistant                | ...                                                     | Coupe inexistante |                |
| 1989-1990 | -          | Championnat inexistant | Championnat inexistant                | 1er (Division 1 de District)                            | Coupe inexistante |                |
| 1990-1991 | -          | Championnat inexistant | Championnat inexistant                | 8e (Promotion d'Honneur)                                | Coupe inexistante |                |
| 1991-1992 | -          | Championnat inexistant | Championnat inexistant                | 1er (Promotion d'Honneur)                               | Coupe inexistante |                |
| 1992-1993 | -          | -                      | Championnat inexistant                | 1er (DHR)                                               | Coupe inexistante |                |
| 1993-1994 | -          | -                      | Championnat inexistant                | 3e (Division d'Honneur)                                 | Coupe inexistante |                |
| 1994-1995 | -          | -                      | Championnat inexistant                | 10e (Division d'Honneur)                                | Coupe inexistante |                |
| 1995-1996 | -          | -                      | Championnat inexistant                | 1er (DHR)                                               | Coupe inexistante |                |
| 1996-1997 | -          | -                      | Championnat inexistant                | 3e (Division d'Honneur)                                 | Coupe inexistante |                |
| 1997-1998 | -          | -                      | Championnat inexistant                | 5e (Division d'Honneur) 2e (Championnat Interrégional)  | Coupe inexistante |                |
| 1998-1999 | -          | -                      | Championnat inexistant                | 2e (Division d'Honneur)                                 | Coupe inexistante |                |
| 1999-2000 | -          | -                      | Championnat inexistant                | 2e (Division d'Honneur) 1er (Championnat Interrégional) | Coupe inexistante |                |
| 2000-2001 | -          | 6e (Gr. C)             | Championnat inexistant                | -                                                       | Coupe inexistante |                |
| 2001-2002 | -          | 8e (Gr. C)             | Championnat inexistant                | -                                                       | non connu         | Finaliste      |
| 2002-2003 | -          | -                      | 2e (Gr. A) 1er (Tournoi Final Gr. A)  | -                                                       | non connu         |                |
| 2003-2004 | -          | 8e (Gr. A)             | -                                     | -                                                       | 16e de finale     |                |
| 2004-2005 | -          | 9e (Gr. A)             | -                                     | -                                                       | 8e de finale      |                |
| 2005-2006 | -          | -                      | 4e (Gr. A)                            | -                                                       | non connu         |                |
| 2006-2007 | -          | -                      | 1er (Gr. C) 1er (Tournoi Final Gr. A) | -                                                       | non connu         |                |
| 2007-2008 | -          | 6e (Gr. B)             | -                                     | -                                                       | 1er Tour Fédéral  |                |
| 2008-2009 | -          | 1er (Gr. B)            | -                                     | -                                                       | 8e de finale      | Vainqueur      |
| 2009-2010 | 12e        | -                      | -                                     | -                                                       | 16e de finale     |                |
| 2010-2011 | -          | 4e (Gr. B)             | Championnat inexistant                | -                                                       | 16e de finale     |                |
| 2011-2012 | -          | 4e (Gr. B)             | Championnat inexistant                | -                                                       | 1er Tour Fédéral  |                |
| 2012-2013 | -          | 7e (Gr. A)             | Championnat inexistant                | -                                                       | 32e de finale     | Finaliste      |
| 2013-2014 | -          | 12e (Gr. A)            | Championnat inexistant                | -                                                       | 1er Tour Fédéral  |                |
| 2014-2015 | -          | -                      | Championnat inexistant                | 3e DH (Gr. A)                                           | 1er Tour Fédéral  |                |
| 2015-2016 | -          | -                      | Championnat inexistant                | 8e DH                                                   | 1er Tour Fédéral  |                |
| 2016-2017 | -          | -                      | Championnat inexistant                | 4e DHR                                                  | 1er Tour Fédéral  |                |